# Didymuria virginea
Didymuria virginea är en insektsart som först beskrevs av Carl Stål 1875.  Didymuria virginea ingår i släktet Didymuria och familjen Phasmatidae. Inga underarter finns listade i Catalogue of Life.